# Alex Sanders (actor)
Alex Sanders (7 de marzo de 1966) es un actor pornográfico que ha actuado en más de 1500 escenas. Sanders, que para el año 2016 todavía estaba activo, comenzó su carrera como actor en 1991. También ha dirigido más de 100 películas para adultos.
En el año 2003, Sanders se casó con otra veterana en el cine para adultos, Phyllisha Anne.

## Premios y nominaciones
- 1994 XRCO Award ganador – Leñador del Año[4]
- 1995 Premio AVN ganador – Mejor Escena de Sexo de Grupo, de Vídeo (Pussyman 5 - Arrebatar Producciones) con Tony Martino, Gerry Lucio, Leena Y Lacy Rose[5]
- 1996 Premio AVN ganador – Mejor Actor de reparto, Video (Querido Diario - Wicked Pictures)[6]
- 1996 XRCO Award ganador – Mejor Escena de Sexo de Grupo (American Tushy) con Missy, Taren Steele & Hakan[4]
- 1997 Premio AVN ganador – Mejor Escena de Sexo de Grupo, el Vídeo (en el Dictado de la Curva Más Chicas 4 - Ultimate Video/Seymore Butts' de Películas en Casa) con Hakan, Taren Steele & Missy[7]
- 1999 Premio AVN ganador - Mejor Edición de Vídeo (Bodyslammin' ) y el Avance Premio[8]
- 2003 Salón de la Fama de AVN integrante de[9]
- 2009 AVN Premio al ganador – Mejor Escena de Sexo de Grupo (Icono) con Hillary Scott, Heidi Mayne, Mark Davis, [ Alec Knight] & Cheyne Collins[10]